# Ouragan Henri (2021)
L’ouragan Henri est la huitième tempête tropicale nommée et le troisième ouragan de la saison cyclonique 2021 dans l'océan Atlantique nord. Formé à partir d'un centre dépressionnaire bien défini à plusieurs centaines de kilomètres au nord-nord-est des Bermudes, il est confirmé être la dépression tropicale Huit par le National Hurricane Center (NHC) le 16 août. Près de 24 heures plus tard, le système s'est rechaussé à tempête tropicale Henri tout en faisant une large boucle de sens horaire autour de l'archipel. Henri a continué à se renforcer régulièrement, atteignant son intensité maximale d'ouragan de catégorie 1 le 21 août au large du cap Hatteras (Caroline du Nord) . Poursuivant ensuite vers le nord, il est redescendu à forte tempête tropicale peu de temps avant de toucher la côte du Rhode Island en mi-journée le 22 août. Ralentissant en se déplaçant vers l'ouest sur le Connecticut, Henri est rapidement redescendu à dépression tropicale. Après avoir atteint la frontière entre l'état de New York et la Pennsylvanie, il a fait un peu de surplace puis est reparti vers l'est. Devenant post-tropical avant de retourner en mer et se dissipa sur le golfe du Maine.
Henri est le premier cyclone tropical à toucher la côte du Rhode Island depuis l'ouragan Bob en 1991. Malgré son intensité relativement faible, Henri a apporté de très fortes précipitations sur le nord-est des États-Unis et le sud de la Nouvelle-Angleterre, provoquant des inondations dans de nombreuses régions, notamment des villes comme New York et Boston. Les pannes de courant se sont rapidement généralisées dans la région causés par le vent. Cependant, la tempête a causé dans l'ensemble moins de dégâts que ce que l'on craignait initialement, en raison de son affaiblissement juste avant de toucher la côte et par la suite dans les terres. Deux décès ont été attribués à la tempête et les dommages dans le Nord-Est furent estimés à 550 millions $US en septembre 2021.

## Évolution météorologique
À 3 h UTC le 16 août, le NHC a émis son premier bulletin pour la dépression tropicale Huit à 220 km à l'est-nord-est des Bermudes à propos d'une perturbation qu'il suivait depuis 24 heures. Le service météo de cette île a émis une veille cyclonique au même moment. À 21 h UTC, le NHC a reclassé Huit en tempête tropicale, basé sur les données résultant des estimations satellites, alors qu'il était rendu au sud-est de l'archipel. Le système fut donc nommé Henri. Par la suite, Henri a continué de s'intensifier en suivant une trajectoire en courbé en sens horaire à plus de 200 km autour des Bermudes.
Tôt le 19, la tempête était rendue à plusieurs centaines de kilomètres à l'ouest-sud-ouest des Bermudes et se dirigeait vers l'ouest, les conditions de cisaillement et d'injection d'air sec ralentissant son développement. Le 20 août, elle a amorcé un changement rapide de direction vers le nord à 515 km au sud-sud-est du cap Hatteras et des alertes cycloniques ont été émises pour la côte est des États-Unis entre le New Jersey et le cap Cod, incluant New York.
À 15 h UTC le 21 août, le NHC a finalement rehaussé Henri à ouragan de catégorie 1 alors qu'il se trouvait à 290 km à l'est-sud-est du cap Hatteras. Guidée par le flux autour d'une dépression coupée en altitude sur la Virginie, le système se dirigeait vers Long Island, New York, dans des conditions encore favorables au développement sur le Gulf Stream.
Durant la nuit du 21 au 22 août, Henri s'est approché de plus en plus de Long Island et du sud de la Nouvelle-Angleterre. Le NHC a émis de nombreux bulletins pour la forte pluie et l'onde de tempête. À 11 h UTC, entrant sur des eaux plus fraîches et commençant à subir la friction des terres, le système est retombé au niveau de tempête tropicale forte avec des vents de 110 km/h à 80 km au sud-est de Montauk Point, New York. Par la suite, Henri est passée sur Block Island, juste à l'est de Long Island, à 15 h UTC, et a touché la côte à 16 h 15 UTC près de Westerly (Rhode Island). Des vents soutenus de 92 km/h et des rafales de 113 km/h ont été signalés à Point Judith tout près de là.
À partir de ce moment, la trajectoire d’Henri a changé pour l'ouest-nord-ouest, son déplacement et son intensité ont grandement diminués de telle sorte que le NHC l'a rétrogradé à dépression tropicale à 0 h UTC le 23 alors que le système était rendu à 140 km au nord-est de New York. Douze heures plus tard, le système était rendu à une centaine de kilomètres au nord-ouest de la ville, faisant du surplace et toujours entouré de bandes de pluie modérée à forte. À 21 h UTC, Henri fut déclaré tempête post-tropicale, tout en restant une menace à cause des pluies fortes que le système occasionnait .
La dépression résiduelle est ensuite repartie vers l'est et s'est dissipée sur le golfe du Maine le 24.

## Préparatifs
Le gouverneur du Massachusetts, Charlie Baker, a tenu une conférence de presse le 20 août. Il a alors activé 1 000 membres de la Garde nationale du Massachusetts pour aider aux sauvetages. À Newport (Rhode Island), une plage et une route furent fermées et des équipes des services publics ont reçu l'ordre d'être en attente pour intervenir en cas d'arbres tombés. Le département de l'Énergie et de la Protection de l'environnement du Connecticut a ordonné la fermeture des terrains de camping de l'État du 21 au 23 août. Le 20 août, le gouverneur Ned Lamont du Connecticut a déclaré l'état d'urgence avant l'arrivée de la tempête. Des évacuations obligatoires ont été ordonnées dans plusieurs communautés à cause du potentiel destructeurs de l'onde de tempête, des crues soudaines et des vents violents. Le gouverneur de l'État de New York a déclaré l'état d'urgence le 21 et mis 500 soldats de la Garde nationale en alerte pour venir en soutien aux efforts de réponse à la tempête.
Des centaines de vols ont été retardés ou annulés dans les principaux aéroports de la région de New York-Boston, soit LaGuardia, John F. Kennedy, Logan et Newark. Les transports en commun, y compris les chemins de fer et les traversiers, ont également été suspendus dans ces régions. Les semi-remorques ont été interdites sur l'Interstate 95 dans le Connecticut à 11 heures locales le 22 août. Des abris ont été ouverts tout autour de la Nouvelle-Angleterre car non seulement les résidents des côtes aussi ceux à l'intérieur pouvaient subir les effets de la tempête. Dans le Massachusetts, les barrières anti-tempête furent fermées pour se protéger des inondations potentielles.
Le gouverneur du New Jersey, Phil Murphy, a exhorté les gens à rester chez eux pendant la tempête, ainsi qu'à faire attention aux inondations et aux lignes électriques brisées. Il a fait des comparaisons avec l'ouragan Sandy de 2012 qui a détruit la côte de l'État. Reconnaissant qu’Henri n'était pas aussi intense qu'il aurait pu l'être, sa plus grande préoccupation était les inondations dans l'État alors que la tempête devait faire du surplace dans la région selon le NHC.

## Impact

### Bermudes
À la formation de la dépression tropicale Huit, le service météorologique des Bermudes a émis une veille de tempête tropicale qui fut ne fut annulée que le 18 août alors qu’Henri s'en éloignait. À part une forte houle, aucun autre effet notable n'a affecté l'archipel.

### États-Unis
Les pannes de courant étaient généralisées dans la majeure partie de la Nouvelle-Angleterre en raison des impacts d'Henri,. Au moins 140 000 clients ont connu des pannes électriques du New Jersey jusqu'au Maine. Les pertes assurées dans le Nord-Est ont été estimées à 155 millions $US (2021) par le réassureur Karen Clark & Co.. On compte également deux morts indirects. Selon le réassureur AON, les dégâts totaux étaient en septembre de 550 millions $US.

#### Carolines au Delaware
Deux membres de la même famille se sont noyés près d'une jetée à Oak Island (Caroline du Nord), après avoir été pris dans le fort courant d'arrachement produit par Henri.

#### New York, New Jersey et Pennsylvanie
Des précipitations record de 49 mm sont tombées en seulement une heure au Central Park de New York, un record en 150 ans pour la ville, causant des inondations et forçant les automobilistes à abandonner leurs véhicules. Au total, près de 2 mois de pluie sont tombés en un jour et demi à Central Park. Plus de 150 mm sont tombés à Brooklyn dans la nuit du 21 au 22 août, avec 100 à 125 mm dans les autres arrondissements de la ville. Le système d'égouts pluviaux de la ville, qui ne peut traiter qu'environ 3,8 milliards gallons par jour, en a reçu plus de 42 milliards du 21 au 22 août.  Des vidéos prises dans le métro montraient des pluies torrentielles, mais cela n'a entraîné que quelques interruptions de service.
Le concert « WE LOVE NYC: The Homecoming Concert » qui devait se tenir à Central Park, a été reporté en raison de la foudre et du mauvais temps. Dns le sud de l'état de New York, il y a eu  125 mm dans le comté de Nassau, 150 mm dans le comté d'Orange et 91 mm à Nyack. Les autoroutes Bronx River Parkway et le Saw Mill River Parkway ont été fermé pendant deux jours alors que la voirie a dû y gratter les 12 cm de boue accumulées sur les voies.
Dans le New Jersey, les autorités ont dû secourir 86 personnes en raison d'inondations importantes, selon l'Associated Press. Certaines parties de l'État avaient déjà reçu plus de 150 mm de pluie le 23 août en après-midi. Ainsi, il est tombé un total de plus de 200 mm à Cranbury et plus de 350 mm à Concordia avant même l'arrivée d’Henri,, provoquant des crues soudaines très importantes. Une vidéo d'Englishtown, montrait une file de voitures circulant directement dans une rue inondée. De nombreuses routes ont été fermées dans le comté de Middlesex, des maisons ont été inondées avec jusqu'à un mètre d'eau à Cranbury, et certaines résidences et entreprises ont été inondées à Milltown. Les maisons de Rossmoor ont été submergées par les eaux de crue atteignant jusqu'à 60 cm. Spotswood a subi d'importants dommages structurels, y compris des parties complètement englouties dans l'eau selon le chef de la police. Plus de la moitié des 73 maisons de Helmetta ont subi des dommages notables par les inondations. Hoboken et Jersey City ont vu de larges zones inondées et un incident particulièrement grave a eu lieu près de Bayside Park dans la seconde avec l'effondrement d'une conduite d'égout de 50 pouces (127 cm). De nombreuses routes autour de la zone ont été fermées. Un gouffre s'est également ouvert dans la rue Merseles. De nombreuses inondations ont été rapportées ailleurs dans l'État.
On estime que 4 600 clients furent privées d'électricité en Pennsylvanie le 23 août. Il est tombé dans l'Est de l'État jusqu'à 6,03 pouces (153 mm) à Albrightsville, 5,8 pouces (147 mm) à Gouldsboro, 5,68 pouces (144 mm) à Mount Pocono et 5,54 pouces (141 mm) à Jim Thorpe, causant des inondations locales. Des inondations majeures ont été observées à Dunmore, où un égout a débordé, provoquant un geyser temporaire et endommageant les sous-sols et les stationnements à proximité.

#### Nouvelle-Angleterre
Plus de 110 000 clients ont perdu l'électricité avec l'arrivée de la tempête, dont plus de 72 000 au Rhode Island, 30 000 dans le Connecticut et 10 000 dans le Massachusetts selon le site poweroutage.us. Ainsi la ville de South Kingstown (Rhode Island), près du point de chute de la tempête, était à 75 % sans électricité le 22 août.
Des arbres et des lignes électriques ont été abattus par la tempête au Rhode Island mais Newport a été épargné du pire de la tempête. Un voilier de 30 pieds (9,14 m) nommé Paws s'est échoué sur le rivage de la ville, mais son propriétaire n'a pas été retrouvé. Selon le météorologue Phillip Klotzbach, Henri a été la première tempête nommée à toucher directement le Rhode Island depuis l'ouragan Bob en 1991.
Dans le Massachusetts, des rafales allant de 65 à 100 km/h ont été enregistrées. À Oxford, un grand arbre a été déraciné par les vents et le sol saturé laissé par les restes de la tempête tropicale Fred quelques jours plus tôt. L'arbre est tombé sur une maison mais les personnes à l'intérieur, une mère et ses deux enfants, ont survécu. Une maison vieille de 300 ans a été endommagée par la chute d'un autre arbre, trois ans seulement après avoir été restaurée, mais elle reste structurellement saine. D'autres arbres sont tombés dans l'état, dont certains sur des voitures et des routes. Trois tornades de force EF-0 ont causé des dommages mineurs à Marlborough, Stow et Bolton. L'une a touché le sol à l'ouest de l'Interstate 495 et a a endommagé des arbres et des voitures. La seconde a causé des dommages à des arbres dont l'un d'eux est tombé sur des lignes électriques. La troisième a touché Great Road, près du service de police de Stow.
Au Connecticut, les totaux de précipitations pour l'État ont été bien inférieurs aux prévisions initiales. New London a reçu le plus haut total, soit 94 mm. Le sol saturé par les restes de Fred a cependant aggravé la situation des inondations. Des arbres et des câbles électriques ont été abattus par les vents. Plus de 248 personnes ont été touchées dans les villes d'Old Saybrook, Mystic, Guilford et West Haven. Soundview Beach fut inondé  et une route à Manchester s'est effondrée en raison de la saturation des sols. À Pawcatuck, un arbre est tombé sur le toit d'une maison et à Danbury, 30 voitures furent pigées dans un stationnement en raison des inondations,. Botticello Farm à Manchester a subi des dommages aux cultures de tabac et de maïs, s'ajoutant à d'autres pertes au cours de l'été 2021 en raison des précipitations excessives.
Le sud du Maine, du Vermont et du New Hampshire a connu de fortes pluies en raison de la grande taille et du mouvement lent d’Henri, causant des centaines de pannes de courant,.

## Épilogue
Plusieurs milliers d'équipes ont été mis en attente pour répondre aux pannes de courant généralisées. Pour le Connecticut, certains sont venus d'aussi loin que le Texas. Le Rhode Island Department of Environmental Management (RIDEM) a aidé à nettoyer les dommages causés par la tempête. La Croix-Rouge américaine a aidé à soutenir des efforts de rétablissement dans la commune de Monroe.
Les gouverneurs des États touchés ont visité les zones sinistrées et le président Biden a déclaré un état de catastrophe dans le Massachusetts, le Rhode Island, le Vermont et le Connecticut. Plus de 200 résidents de Helmetta ont fui vers un terrain plus élevé et se sont réfugiés dans des hôtels en raison des inondations. La Pennsylvanie a déployé 16 membres de son équipe fédérale d'intervention en cas de catastrophe au Connecticut. Le 22 août, le gouvernement fédéral a déclaré des catastrophes pour 26 comtés de l'État de New York.